# Serradigitus minutis
Espèce
Synonymes
- Vaejovis minutis Williams, 1970

Serradigitus minutis est une espèce de scorpions de la famille des Vaejovidae.

## Distribution
Cette espèce est endémique de Basse-Californie du Sud au Mexique. Elle se rencontre vers La Paz, San Antonio et Las Cruces.

## Description
Le mâle holotype mesure 14,7 mm et la femelle paratype 17,8 mm.

## Systématique et taxinomie
Cette espèce a été décrite sous le protonyme Vaejovis minutis par Williams en 1970. Elle est placée dans le genre Serradigitus par Stahnke en 1974.

## Publication originale
- Williams, 1970 : « Scorpion fauna of Baja California, Mexico: Eleven new species of Vejovis (Scorpionida: Vejovidae). » Proceedings of the California Academy of Sciences, sér. 4, vol. 37, p. 275-331 (texte intégral).